# Terje Langli
Terje Bjarte Langli (Steinkjer, 3 de febrero de 1965) es un deportista noruego que compitió en esquí de fondo. 
Participó en dos Juegos Olímpicos de Invierno, en los años 1988 y 1992, obteniendo dos medallas en Albertville 1992, oro en la prueba de relevo (junto con Vegard Ulvang, Kristen Skjeldal y Bjørn Dæhlie) y bronce en los 30 km.
Ganó cuatro medallas en el Campeonato Mundial de Esquí Nórdico entre los años 1987 y 1993.

## Palmarés internacional
| Juegos Olímpicos   | Juegos Olímpicos       | Juegos Olímpicos  | Juegos Olímpicos |
| Año                | Lugar                  | Medalla           | Prueba           |
| ------------------ | ---------------------- | ----------------- | ---------------- |
| 1992               | Albertville (Francia)  | Medalla de oro    | Relevo 4 × 10 km |
| 1992               | Albertville (Francia)  | Medalla de bronce | 30 km            |
| Campeonato Mundial |                        |                   |                  |
| Año                | Lugar                  | Medalla           | Prueba           |
| 1987               | Oberstdorf (RFA)       | Medalla de bronce | Relevo 4 × 10 km |
| 1991               | Val di Fiemme (Italia) | Medalla de oro    | 10 km            |
| 1991               | Val di Fiemme (Italia) | Medalla de oro    | Relevo 4 × 10 km |
| 1993               | Falun (Suecia)         | Medalla de oro    | Relevo 4 × 10 km |